# Kanadische Unterhauswahl 1878
- Lib: 63
- Sonst.: 1
- Unabh.: 8
- Lib-Kon: 49
- Kons: 85

Die 4. kanadische Unterhauswahl (engl. 4th Canadian General Election, frz. 4e élection fédérale canadienne) fand am 17. September 1878 statt. Gewählt wurden 206 Abgeordnete des kanadischen Unterhauses (engl. House of Commons, frz. Chambre des Communes). Die Konservative Partei löste die Liberalen als stärkste Kraft ab.

## Die Wahl
Die Wahl endete mit einer Niederlage der liberalen Regierung von Premierminister Alexander Mackenzie. Kanada war während Mackenzies Amtszeit von einer Rezession betroffen gewesen und seine Partei wurde aus diesem Grund von den Wählern in die Opposition verwiesen. Auch war die Unterstützung des Freihandels durch die Liberalen auf wenig Anerkennung gestoßen, insbesondere bei den Unternehmern in Toronto und Montreal, die eine übermächtige US-amerikanische Konkurrenz fürchteten.
Der Sieg der Konservativen und der mit ihnen verbundenen Liberal-Konservativen ermöglichte es John Macdonald, zum zweiten Mal das Amt des Regierungschefs zu übernehmen, nachdem er fünf Jahre zuvor infolge des Pacific-Skandals gestürzt worden war.
Die Wahlbeteiligung betrug 69,1 %.

## Ergebnisse

### Gesamtergebnis
| Partei | Partei                        | Vorsitzender        | Kandi- daten | Sitze 1874 | Sitze 1878 | +/−  | Stimmen  | Wähler- anteil | +/−      |
| ------ | ----------------------------- | ------------------- | ------------ | ---------- | ---------- | ---- | -------- | -------------- | -------- |
|        | Konservative Partei           | John Macdonald      | 101          | 039        | 085        | + 46 | 143.192  | 26,28 %        | + 8,54 % |
|        | Liberal-konservative Partei 1 | John Macdonald      | 060          | 026        | 049        | + 23 | 85.999   | 15,78 %        | + 3,41 % |
|        | Liberale Partei               | Alexander Mackenzie | 121          | 129        | 063        | − 66 | 180.074  | 33,05 %        | − 6,44 % |
|        | Unabhängige                   |                     | 011          | 004        | 005        | + 01 | 14.783   | 2,71 %         | − 0,50 % |
|        | Unabhängige Konservative      |                     | 002          | 003        | 002        | − 01 | 1.001    | 0,18 %         | − 0,55 % |
|        | Unabhängige Liberale          |                     | 004          | 005        | 001        | − 04 | 5.388    | 0,99 %         | − 1,02 % |
|        | Nationalistische Konservative |                     | 001          |            | 001        | + 01 | 401      | 0,07 %         | + 0,07 % |
|        | nicht bekannt                 |                     | 117          |            |            |      | 114.043  | 20,93 %        | − 3,05 % |
| Gesamt | Gesamt                        | Gesamt              | 417          | 206        | 206        |      | 0544.881 | 100,0 %        |          |

Übersicht der Provinzen

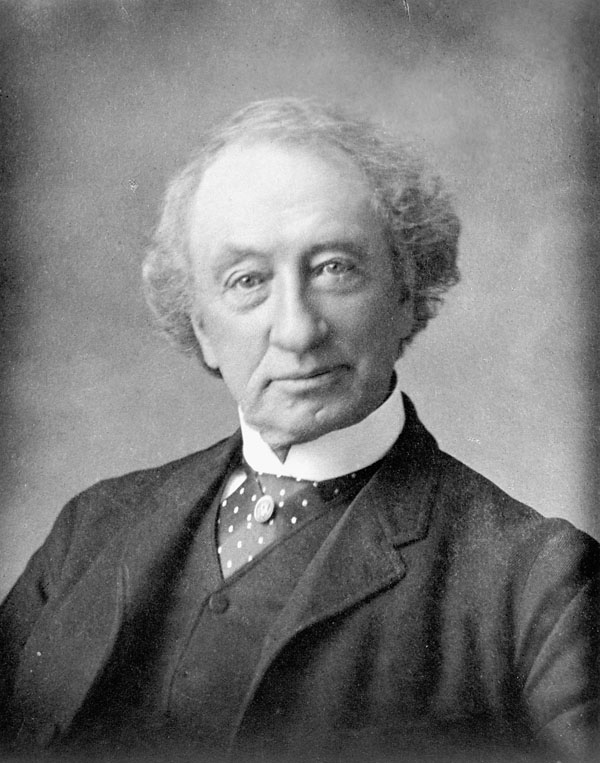
John Macdonald

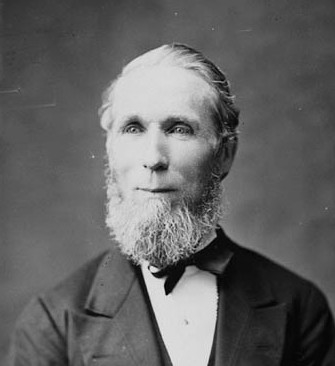
Alexander Mackenzie

1 Die Liberal-Konservativen bildeten zusammen mit den Konservativen eine Fraktion im Unterhaus

### Akklamationen
11 Abgeordnete wurden mangels Gegenkandidaten per Akklamation gewählt:
- British Columbia: 1 Konservativer, 1 Liberal-Konservativer
- Manitoba: 2 Konservative, 1 Liberal-Konservativer
- Québec: 1 Konservativer, 2 Liberal-Konservative, 1 Liberaler
- New Brunswick: 1 Liberaler, 1 Unabhängiger

### Ergebnis nach Provinzen
| Partei       | Partei                        | Partei       | BC   | MB   | ON   | QC   | NB   | NS   | PE   | Gesamt |
| ------------ | ----------------------------- | ------------ | ---- | ---- | ---- | ---- | ---- | ---- | ---- | ------ |
|              | Konservative Partei           | Sitze        | 1    | 2    | 37   | 33   | 1    | 8    | 3    | 85     |
|              | Konservative Partei           | Anteil in %  |      | 49,6 | 25,5 | 35,5 | 5,9  | 21,7 | 31,6 | 26,3   |
|              | Liberal-konservative Partei   | Sitze        | 2    | 1    | 23   | 12   | 3    | 6    | 2    | 49     |
|              | Liberal-konservative Partei   | Anteil in %  | 39,6 |      | 15,8 | 13,2 | 14,3 | 22,7 | 12,0 | 15,8   |
|              | Liberale Partei               | Sitze        | 2    |      | 27   | 17   | 9    | 7    | 1    | 63     |
|              | Liberale Partei               | Anteil in %  |      |      | 36,3 | 21,7 | 48,2 | 34,9 | 37,2 | 33,1   |
|              | Unabhängige                   | Sitze        | 1    |      | 1    | 1    | 2    |      |      | 5      |
|              | Unabhängige                   | Anteil in %  | 12,2 |      | 1,5  | 1,6  | 13,1 | 4,3  |      | 2,7    |
|              | Unabhängige Konservative      | Sitze        |      | 1    |      | 1    |      |      |      | 2      |
|              | Unabhängige Konservative      | Anteil in %  |      | 50,4 |      | 0,7  |      |      |      | 0,2    |
|              | Unabhängige Liberale          | Sitze        |      |      |      |      | 1    |      |      | 1      |
|              | Unabhängige Liberale          | Anteil in %  |      |      | 1,7  |      | 3,7  | 1,7  |      | 1,0    |
|              | Nationalistische Konservative | Sitze        |      |      |      | 1    |      |      |      | 1      |
|              | Nationalistische Konservative | Anteil in %  |      |      |      | 0,3  |      |      |      | 0,1    |
|              | nicht bekannt                 | Anteil in %  | 48,2 |      | 19,9 | 27,4 | 14,8 | 14,7 | 19,3 | 20,9   |
| Sitze gesamt | Sitze gesamt                  | Sitze gesamt | 6    | 4    | 88   | 65   | 16   | 21   | 6    | 206    |